# Општина Броштени (Вранча)
Броштени (рум. Broşteni) општина је у Румунији у округу Вранча.
Oпштина се налази на надморској висини од 189 m.